# Red Rocket Rising
「Red Rocket Rising」（レッド・ロケット・ライジング）は、日本の女性歌手グループ、BeForUの2枚目のシングル、メジャーデビューシングルである。

## 解説
2006年11月1日にavex modeより「CDのみ」、「CD+DVD」の2形態で発売された。DVDには「Red Rocket Rising」のアニメーションクリップが収録されている。
『beatmaniaIIDX14 GOLD』提供曲。「Red Rocket Rising」の英語バージョンが『Get set GO!! 〜BeForU astronauts set〜』に収録されている。カップリング曲の「Melody Life "eco"」はメンバーのNoriaの、「LOVE ♡ SHINE '06」は同じく小坂りゆのソロ楽曲。

## 収録曲

### CD
1. Red Rocket Rising
作詞：小坂りゆ
作曲・編曲：LOVE+HATE
2. Melody Life "eco"
歌唱：Noria
作詞：Noria
作曲：石川貴之
編曲：鳴瀬シュウヘイ
3. LOVE ♡ SHINE '06
歌唱：小坂りゆ
作詞：小坂りゆ
作曲：前田尚紀
編曲：鳴瀬シュウヘイ・前田尚紀
4. Red Rocket Rising ～instrumental～
5. Meldy Life“eco” ～instrumental～
6. LOVE♡SHINE'06 ～instrumental～

### DVD
1. Red Rocket Rising ～ANIMATION CLIP～